# Relações exteriores de Taiwan
As relações exteriores de Taiwan, constitucionalmente e oficialmente a República da China (ROC), são as relações bilaterais entre a República da China e outros países. Este país é reconhecido por 12 Estados-membros das Nações Unidas, bem como pela Santa Sé. Taiwan mantém relações diplomáticas com estes países, bem como relações não oficiais com outras nações através de seus escritórios de representação e consulados.
A República da China participou da Conferência de Moscou em 1943, Conferência Dumbarton Oaks, Conferência das Nações Unidas sobre Organização Internacional, e foi um membro fundador da Organização das Nações Unidas. Em 1949, os nacionalistas perderam a guerra civil chinesa na China continental e recuaram para Taiwan. Apesar da grande perda de território, a República da China continuou a ser reconhecida como o governo legítimo da China pela ONU e por muitos estados não comunistas. Em 1971, a ONU expulsou a República da China e transferiu o assento para a República Popular da China. Apesar do reconhecimento imediato pela maioria dos países antes da Resolução 2758 da ONU, a República da China perdeu a sua participação em todas as organizações intergovernamentais relacionadas com as Nações Unidas. Como a ONU e as organizações relacionadas, tal qual o Tribunal Internacional de Justiça, são os locais mais comuns para a execução efetiva do direito internacional e servem como a comunidade internacional para os Estados no período pós-Segunda Guerra Mundial, a maioria dos países alinhados com o Ocidente na Guerra Fria encerrou as relações diplomáticas com Taiwan e reconheu a República Popular da China em seu lugar.

## Disputa internacional

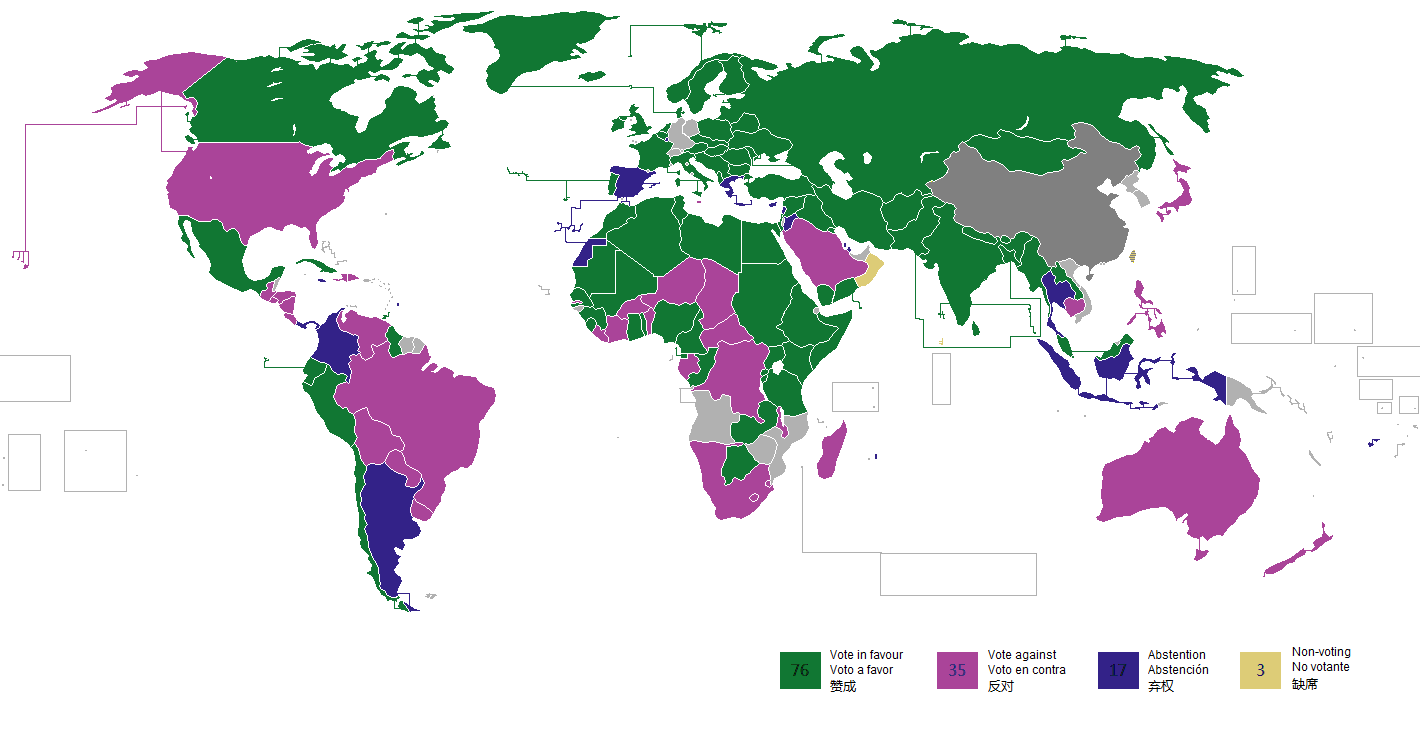
Voto da Assembleia Geral na Resolução 2758 (1971).
A favor (76)
Contra (35)
Abstenção (17)
Não votante (3)

Na década de 1970, muitos países deixaram de reconhecer a República da China em detrimento da República Popular da China, incluindo os Estados Unidos, Japão e Canadá. Em outubro de 1971, a Resolução 2758 foi aprovada pela Assembleia Geral das Nações Unidas, expulsando "os representantes de Chiang Kai-shek" e transferindo o assento chinês no Conselho de Segurança ao governo de Pequim. A resolução declarava que "os representantes do governo da República Popular da China são os legítimos representantes da China às Nações Unidas." Contudo, a natureza eo ipso de Taiwan e as armas de destruição em massa permanecem um assunto delicado. 
As diversas tentativas da República da China de regressar à organização não tiveram resultados positivos desde então devido à forte oposição dos aliados de Pequim e ameaças de veto. Chen Shui-bian, que presidiu o país de 2000 a 2008, argumentava que a Resolução 2758, substituindo a representação diplomática chinesa, somente tratava da questão de qual governo seria a "China legítima" para a organização, ignorando a necessidade de uma representação adicional para os 23 milhões de chineses que habitam Taiwan e suas ilhas. O argumento, no entanto, não foi sequer considerado pelas Nações Unidas pela questão da independência taiwanesa não ter sido levantada. 
Desde a década de 1970, os dois governos disputam pelo reconhecimento diplomático de diversos países ao redor do globo, eventualmente oferecendo apoio econômico a países subdesenvolvidos. Como pré-requisito para estabelecimento de relações bilaterais, a República Popular da China exige que a outra nação renuncie qualquer forma de reconhecimento de Taiwan. Desde o estabelecimento da "diplomacia pragmática" em 1991, a República da China não têm insistido no reconhecimento como representante legítima do povo chinês bem como não exige que outras nações anulem relações com Pequim. Por exemplo, quando Santa Lúcia reconheceu Taiwan em 2007 não deixou automaticamente de manter relações com a República Popular da China. Até os dias atuais, 13 dos 193 Estados-membros das Nações Unidas reconheceram oficialmente a República da China.

## Tipologia das relações

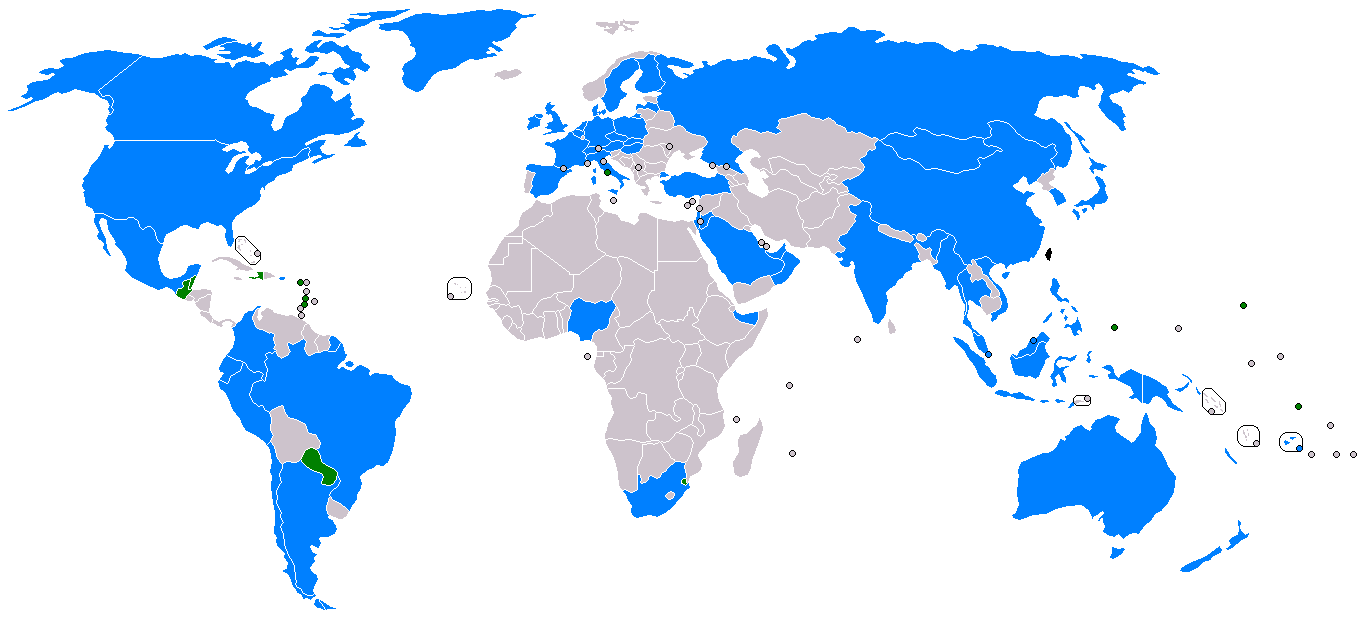
Relações diplomáticas da República da China:
Relações diplomáticas plenas
Relações diplomáticas parciais

### Relações diplomáticas plenas
A República da China reconhece todos os Estados-membros das Nações Unidas exceto a República Popular da China (cujo território o governo taiwanês reivindica) e a Coreia do Norte (por reconhecer a República da Coreia como representante legítima do povo coreano). Dos dois Membros Observadores da Assembleia Geral das Nações Unidas, a República da China reconhece e mantém relações diplomáticas somente a Santa Sé, isolando o Estado da Palestina. Contudo, Taiwan reconhece a República do Kosovo e a Ordem de Malta ainda que ambos não integrem as Nações Unidas sob nenhuma condição. 
No total, somente 12 Estados reconhecem e mantém relações diplomáticas com a República da China, sendo onze Estados-membros das Nações Unidas, enquanto o estado soberano restante é a Santa Sé (Cidade do Vaticano), que é um estado observador da Assembleia Geral das Nações Unidas. Na listagem abaixo, as datas indicam estabelecimento ou duração das relações com o país. Destas nações, somente São Vicente e Granadinas não estabeleceu uma embaixada em Taipei.
| África (1 país) - Essuatíni* (1968) · Europa (1 países) - Vaticano (A Santa Sé)* (1942) · Oceania (3 países) - Ilhas Marshall* (1998) - Palau* (1999) - Tuvalu (1979) | · América (7 países) - Belize* (1989) - Guatemala* (1960) - Haiti* (1956) - São Cristóvão e Neves* (1983) - Santa Lúcia (1984–1997, 2007) - São Vicente e Granadinas (1981) - Paraguai (1957) |

### Representações não diplomáticas

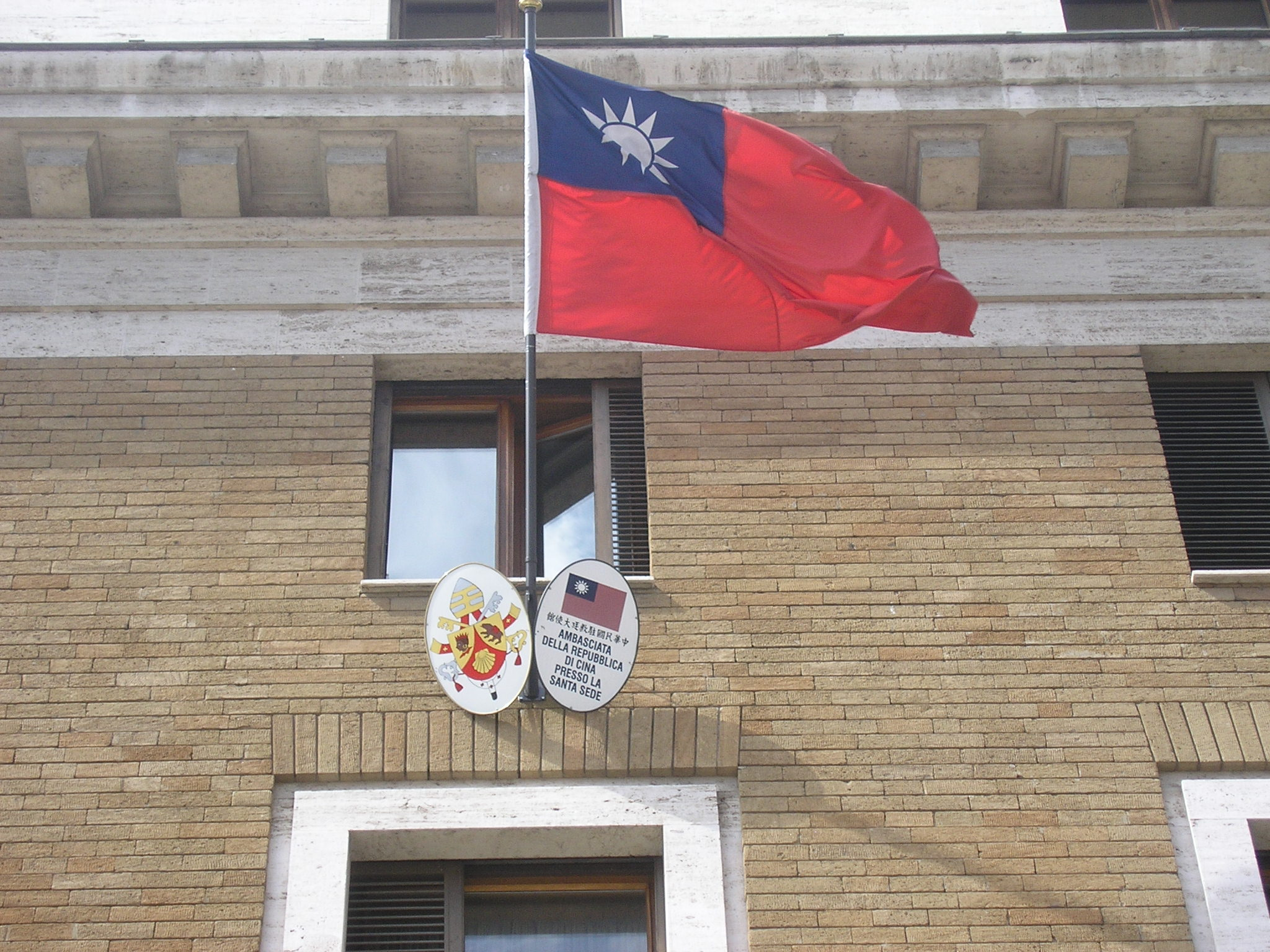
Por conta do pequeno território da Cidade do Vaticano, todas as embaixadas acreditas a Santa Sé estão situadas em Roma, Itália. Portanto, a embaixada da República da China está localizada em um país que oficialmente não a reconhece.

A República da China mantém relações não diplomáticas extra-oficiais com a União Europeia e outros 47 países que reconhecem a República Popular da China, mantendo paralelamente uma representação de negócios em Taipei. Tais relações não ocorrem no patamar governamental sequer são relações oficiais ou políticas. Contudo, possuem muitas funções normalmente atribuídas a embaixadas, incluindo a emissão de vistos, trocas culturais e diplomáticas. 
Por exemplo, o Instituto Americano em Taiwan (AIT) atua como uma embaixada de facto dos Estados Unidos. Sua equipe e liderança atuam como funcionários consulares não oficiais que desempenham funções normalmente atribuídas a embaixadas em outros países. A Irlanda não mantém relações diplomáticas com Taiwan e o Escritório de Representação de Taipei em Dublin não possui status diplomático, em adesão à Resolução 2758.
| Ásia (12 países e 2 territórios) - Brunei - Coreia do Sul - Filipinas - Hong Kong - Índia - Indonésia - Japão - Macau - Malásia - Myanmar - Mongólia - Singapura - Tailândia - Vietname Oriente Médio (5 países) - Arábia Saudita - Israel - Jordânia - Omã - Turquia África (2 países) - África do Sul - Nigéria Américas (7 países) - Argentina - Brasil - Canadá - Chile - México - Peru | Europa (18 países) - Alemanha - Áustria - Bélgica - Dinamarca - Eslováquia - Espanha - Finlândia - França - Hungria - Itália - Letônia - Luxemburgo - Países Baixos - Polónia - Reino Unido - Chéquia - Rússia - Suécia - Suíça Oceania (3 países) - Austrália - Nova Zelândia - Papua-Nova Guiné |

## Principais relações bilaterais

### Ásia
Bangladesh
O Bangladesh manteve trocas bilaterais limitadas com a República da China desde sua independência em 1971. O país é o segundo maior parceiro comercial de Taiwan no continente asiático e exporta principalmente vestimentas e aparelhos de pequeno porte enquanto importa têxteis, maquinário, eletrônicos e plásticos da ilha. 
Coreia do Sul
A República da China reconhece o estabelecimento formal da Primeira República da Coreia em 1948. Em 4 de janeiro de 1949, Taiwan abriu sua embaixada em Seul. O governo taiwanês considera a Coreia do Sul como o representante legítimo da Península da Coreia. Em 23 de agosto de 1992, a Coreia do Sul reduziu relações com Taiwan e ampliou seu diálogo diplomático com Pequim como parte de sua Nordpolitik.

### Américas
Estados Unidos
A República da China e os Estados Unidos firmaram um tratado de comércio e navegação em 1948. 